# Max van Heeswijk
Max Lambert Peter van Heeswijk (Hoensbroek, Limburgo, 2 de marzo de 1973) es un ciclista neerlandés. Hizo su debut profesional en 1994 en el seno del equipo estadounidense Motorola.

## Biografía
Max van Heeswijk logró 59 victorias en su carrera profesional.

## Palmarés
| 1992 - Memorial Arno Wallaard 1994 - 4 etapas de la Commonwealth Bank Classic - Gudennah 1995 - Hel van het Mergelland - 3 etapas del Pacific Power Bank Tour - 1 etapa del Tour de Nord-Autriche - 1 etapa del Tour de Luxemburgo - 2 etapas de la Vuelta a Galicia - 1 etapa de l'Alpine tour - Almelo 1996 - 1 etapa de la Vuelta a Galicia - 1 etapa de la Vuelta a los Países Bajos - 1 etapa del Pacific Power Bank Tour 1997 - 1 etapa de la Vuelta a España - Noordwijk aan Zee 1998 - 1 etapa de la Vuelta a Andalucía - 1 etapa de la Vuelta a Austria 1999 - 1 etapa del Tour del Mediterráneo - G. P. de la Villa de Rennes - 3 etapas de la Commonwealth Bank Classic 2000 - 2 etapas del Gran Premio de Portugal - 1 etapa del Sachsen-Tour - 1 etapa de la Vuelta a los Países Bajos - París-Bruselas - 1 etapa del Tour de Hesse | 2001 - 1 etapa de la Volta a Cataluña 2002 - 1 etapa de la Ruta del Sur - 3.º en el Campeonato de los Países Bajos en Ruta 2003 - 1 etapa del Tour de l'Ain - 3.º en el Campeonato de los Países Bajos en Ruta 2004 - 2 etapas de la Vuelta a Andalucía - 2 etapas de la Vuelta a Murcia - Nokere Koerse - 1 etapa de los Cuatro Días de Dunkerque - 1 etapa de la Vuelta a Bélgica - Wachovia International - Lancaster Classic - 1 etapa de la Volta a Cataluña - 2 etapas de la Vuelta a los Países Bajos - Premio Nacional de Clausura 2005 - 3.º en el Campeonato de los Países Bajos en Ruta - 2 etapas del Eneco Tour - 1 etapa de la Vuelta a España 2006 - 1 etapa del Tour de Polonia 2007 - 1 etapa de la Vuelta a Andalucía |

## Resultados en Grandes Vueltas y Campeonatos del Mundo
| Carrera         | Carrera         | 1995 | 1996 | 1997 | 1998 | 1999 | 2000  | 2001  | 2002 | 2003  | 2004 | 2005 | 2006 | 2007 | 2008 |
| --------------- | --------------- | ---- | ---- | ---- | ---- | ---- | ----- | ----- | ---- | ----- | ---- | ---- | ---- | ---- | ---- |
|                 | Giro de Italia  | —    | —    | —    | —    | Ab.  | —     | —     | —    | —     | —    | —    | —    | Ab.  | —    |
|                 | Tour de Francia | —    | —    | —    | —    | —    | 103.º | 134.º | —    | —     | —    | —    | —    | —    | —    |
|                 | Vuelta a España | —    | Ab.  | 83.º | 94.º | —    | —     | —     | —    | 139.º | Ab.  | Ab.  | —    | —    | —    |
| Mundial en Ruta | Mundial en Ruta | —    | —    | 43.º | 37.º | —    | 95.º  | —     | 94.º | —     | —    | Ab.  | 67.º | —    | —    |

—: No participa

Ab.: Abandono